# اضطراب الإدراك المستمر المهلوس
اضطراب الإدراك المستمر المهلوس هو اضطراب غير ذهاني منطو على إصابة الشخص بهلوسات بصرية أو تشوهات إدراكية مستمرة أو دائمة بعد تجربة عقار مهلوس في غالبية الحالات، وعادة ما يفتقر الاضطراب لأحاسيس التسمم والتغيير العقلي التي يحدثها تعاطي العقار. يتراجع هذا الاضطراب عادة خلال فترة متراوحة بين بضعة أسابيع وعدة شهور، لكن تتسم الحالات الشديدة المبلغ عنها بأعراض مهددة للحياة ومسببة لإعاقات كبيرة. تتكون الهلوسات والتغيرات الإدراكية من، لكنها ليست محصورة في، الجليد البصري، والمسارات البصرية والصور التلوية (التكرر المرئي)، والكسور الضوئية على السطوح المسطحة، والألوان المكثفة، وتغير إدراك الحركة، والباريدوليا، والرؤية التصغيرية والرؤية التكبيرية. وردت أيضًا إصابة بعض الأفراد غير المتعاطين للعقاقير المهلوسة في السابق بظواهر بصرية ذات صلة باضطراب الإدراك المستمر المهلوس (مثل عوائم العين والجليد البصري).
يُعد اضطراب الإدراك المستمر المهلوس أحد تشاخيص «دي إس إم – 5» مع رمز تشخيصي 292.89 (إف 16.983). من أجل تشخيص الاضطراب، يجب استبعاد الحالات النفسية، أو الذهانية أو العصبية الأخرى مع معاناة المصاب من صعوبات في الحياة اليومية. في «آي سي دي – 10»، يتوافق الرمز التشخيصي «إف 16.7» بشكل كبير مع الصورة السريرية. يُعتبر هذا الاضطراب غير معروف بشكل كاف بين متعاطي المهلوسات والأطباء النفسيين ما يرفع نسبة تشخيصه بشكل خاطئ على أنه ذهان محرض بتعاطي المواد المخدرة.
على الرغم من ندرة اضطراب الإدراك المستمر المهلوس، تحدث معظم الحالات بشكل مؤقت وتتراجع تلقائيًا دون حاجة إلى الأدوية أو غيرها من الوسائل العلاجية. مع ذلك، تمكنت الأبحاث الأحدث من التمييز بين «إتش بّي بّي دي I» و«إتش بّي بّي دي II». يُعتقد أن الحالات الأخطر، التي يمكن ملاحظتها في «إتش بّي بّي دي II»، ناجمة عن تعاطي العقاقير المخلة بالذهن بالإضافة إلى الاضطرابات النفسية المرافقة. أبلغ بعض الأشخاص المصابين بهذا الاضطراب اختبارهم أعراض «إتش بّي بّي دي» بعد تعاطيهم مثل هذه العقاقير لأول مرة (على وجه الخصوص «إل إس دي»). نظرًا إلى طبيعة اضطراب الإدراك المستمر المهلوس فيما يتعلق بسوء فهمه وضعف البحث المرتبط به، لم يتمكن المجتمع العلمي من تأكيد جميع هذه الادعاءات / التجارب والتأكد من صحتها.

## الأعراض
تشمل الأعراض النموذجية للاضطراب: الهالات الضوئية والأورة المحيطة بالأشياء، والمسارات اللاحقة للأجسام عند الحركة، وصعوبة في التمييز بين الألوان، وتغيرات واضحة في درجة لون عنصر معين، وتوهم الحركة في الوضع الساكن، والجليد البصري، وتشوهات أبعاد الجسم المنظور، والهلوسات التنويمية والنعاسية الشديدة ووعي مرتفع بالعوائم البصرية. تُعد التغيرات البصرية التي يختبرها الأفراد المصابون باضطراب الإدراك المستمر المهلوس غير متجانسة، إذ يوجد العديد من الفروقات الفردية في عدد الأعراض وشدتها.
يمكن حدوث الزيغ البصري بشكل دوري لدى الأفراد السليمين – على سبيل المثال، اختبار الصور التلوية بعد التحديق بالضوء، أو ملاحظة العوائم البصرية داخل العين أو رؤية النقاط الضوئية في غرفة مظلمة. مع ذلك، عادة ما يختبر الأفراد المصابون باضطراب الإدراك المستمر المهلوس أعراضًا مستمرة إلى درجة غير ممكن للشخص تجاهلها.
ما تزال إمكانية اعتبار الجليد البصري عرضًا من الأعراض الحقيقية لاضطراب الإدراك المستمر المهلوس غير مؤكدة. يوجد العديد من الأفراد الذين يختبرون نفس الرؤية الحبيبية المبلغ عنها لدى الأفراد المصابين باضطراب الإدراك المستمر المهلوس، على الرغم من عدم تعاطيهم أي عقار مسبب لبدء الاضطراب على الإطلاق. يوجد عدد من الأسباب المحتملة لذلك، إذ يتمثل أبرزها في النظرية القائلة إن تعاطي المواد المخدرة من شأنه زيادة شدة الجليد البصري.
تنطوي نظرية أخرى على عدم حدوث تغيرات في شدة الجليد البصري أو مقداره، بل يسبب تعاطي المواد المخدرة فتح المسارات الحسية المؤدية إلى زيادة وعي الفرد بأي اضطرابات بصرية غير ملحوظة قبل تعاطي العقار. فيما يتعلق بالسبب الجذري للجليد البصري، تقترح بعض النظريات أن السبب عائد إلى الضجيج الحراري في القشرة البصرية أو في «السبيل البصري» إذ تظهر فحوصات العين لدى الأفراد المصابين بالجليد البصري حالة طبيعية تمامًا للعين من الناحية الفيزيائية، بالإضافة إلى حفاظ هؤلاء الأفراد في كثير من الحالات على رؤية 20/20.
يظهر اضطراب الإدراك المستمر المهلوس عادة تظاهرات بصرية. قد تنتج العقاقير المؤثرة على حاسة السمع، مثل ثنائي أيزوبروبيل تريبتامين (دي آي بّي تي)، اضطرابات سمعية، لكن يقتصر ذلك على عدد قليل من الحالات المعروفة. قد تنتج بعض المواد المهلوسة أعراضًا مؤقتة مشابهة للطنين من بين تأثيراتها الجانبية.
وفقًا لمراجعة في عام 2016، يوجد نوعان فرعيان مفترضان لهذه الحالة. يتمثل اضطراب «إتش بّي بّي دي» من النوع 1 في اختبار الأفراد المصابين لومضات ارتجاعية قصيرة عشوائية. يضم اضطراب «إتش بّي بّي دي» من النوع 2 اختبار تغيرات مستمرة في الرؤية، مع احتمال اختلاف هذه التغيرات في الشدة. مع ذلك، خضع هذا النموذج للفحص الدقيق نظرًا إلى اعتبار «الومضات الارتجاعية» إصابة منفصلة في العادة عوضًا عن مشكلة إدراكية.

## السبب
لا يوجد علاقة بين اضطراب الإدراك المستمر المهلوس والذهان نظرًا إلى قدرة الأفراد المصابين بالاضطراب على تمييز اضطراباتهم البصرية عن الواقع بسهولة. أمكن تحديد مجموعة واسعة من المواد نفسانية الفعالية وربطها بتطور هذه الحالة، بما في ذلك أميدات الليسرجيك مثل «إل إس دي» و«إل إس إيه»، والتربتامينات مثل السيلوسيبين و«دي إم تي» والفينيثيلامينات مثل «2 سي – بي»، و«إم دي إم إيه»، و«إم دي إيه» «المسكالين. تؤدي مسببات التفارق بدورها مثل الكيتامين والديكستروميثورفان بالإضافة إلى المرجوانا والكانابيتويدات الاصطناعية، وقصعين الكهان، والداتورا والإيبوجا إلى تحريض اضطراب الإدراك المستمر المهلوس. نتيجة لذلك، يتضح أن اضطراب الإدراك المستمر المهلوس غير مرتبط بشكل حصري مع استهلاك العقاقير المؤثرة على الذهن نظرًا إلى إمكانية حدوثه بسبب عدد من المواد المحرضة للهلوسات. لا يبدو أن جرعة تعاطي هذه المواد وتكراريتها مؤثرة على تطور هذه الحالة، نظرًا إلى ورود العديد من التقارير بإصابة المرضى بعد تعاطيهم هذه المواد لمرة واحدة. يشير هذا بقوة إلى احتمال وجود استعداد وراثي للإصابة بهذا الاضطراب. من الواضح أيضًا أن الجمع بين العقاقير الترويحية والدوائية التي تعمل كمستقبلات «5 إتش تي 2 – إيه»، مثل «إس إس آر آي إس»، من شأنه رفع خطر الإصابة باضطراب الإدراك المستمر المهلوس بشكل كبير نتيجة التفاعل بين الدواءين.
ما تزال الآلية المرضية الفيزيولوجية الدقيقة الكامنة خلف اضطراب الإدراك المستمر المهلوس غير مفهومة بشكل جيد. تقترح الفرضية العصبية الحيوية الأساسية حدوث زوال تثبيط مزمن للمعالجات البصرية نتيجة الهلوسات المستمرة ما يسبب لاحقًا الخلل الوظيفي في الجهاز العصبي المركزي بعد تعاطي المهلوسات. قد يحدث زوال التثبيط المزمن بسبب تخريب و/أو خلل وظيفة العصبونات البينية المثبطة سيروتونية الفعل القشرية بما في ذلك الناقل العصبي المثبط، حمض الغاما أمينوبيوتيريك (غابا). يؤدي هذا في النهاية إلى تعطيل الآليات العصبية الطبيعية المسؤولة عن فلترة المنبهات غير الضرورية في الدماغ. على المستوى العياني، يمكن ملاحظة ارتباط النواة الركبية الوحشية (إل جي إن)، التي تلعب دورًا هامًا في المعالجة البصرية، في المهاد مع الفيزيولوجيا المرضية لاضطراب الإدراك المستمر المهلوس.